# Љубиша Баровић
Љубиша Баровић (Пећ, 28. август 1961) српски је глумац.

## Награде
- Две награде на фестивалима „Љубиша Јовановић”. Награда за најбољу мушку улогу за улоге: Ватрогасног капетана („Ћелава певачица“) и Лигурио („Мандрагола“).
- Четири награде за глуму на Фестивалима „Јоаким Вујић“: Награде за најбољег младог глумца за улогу Младића („Туђа жена и муж под креветом“). Награда за најбољу мушку улогу за улоге: Ватрогасног капетана („Ћелава певачица“), Лигурио („Мандрагола“) и Розенкранц („Розенкранц и Гилденстерн су мртви“).
- Награда Јежа на Данима комедије у Јагодини за најбољу мушку улогу Конобара („Луда ноћ у хотелу Југославија“).
- На фестивалу дечјих представа у Убу – награде за: најбољи текст, најбољу представу и најбољу режију.[2]

## Позориште
Члан је удружења драмских уметника. Првак је Шабачког позоришта, али је играо и у Лесковцу и Новом Саду. Као вођа и оснивач НДА „Весело мајмунче“, са својом школом глуме добијао награде као редитељ и писац. Режирао је за децу представе: „Пепељуга“, „Наталија и гусари“ и „Трнова ружица“. За исте представе је написао текстове као и за представу „Бајка о бајатом пасуљу“.
- Муцко (Кланац, Ж. Хубач), режија - Љубослав Мајера
- Миле Шејн (Каскадер, Б. Петковић), режија - Петар Лазић
- Доктор Љвов (Иванов, А. П. Чехов), режија – Цисана Муруцидзе
- Цврца (Усрећитељи, Л. Ђукић), режија - Жарко Миладиновић
- Матеј (Хи – Фи, Г. Стефановски), режија - Бранислав Мићуновић
- Јоца (Живот је леп, Р. Куни), режија - Александар Ђорђевић
- Мића (Песма – О. Давичо) режија – Бора Григоровић
- Лаки (Селектор, Б. Зечевић), режија Александар Лукач
- Акробата (Лулу, Ф. Ведекинд), режија - Александар Лукач
- Едек (Танго, С. Мрожек), режија - Радослав Миленковић
- Шибалић (Родољупци – Ј. С. Поповић) режија – Душан Петровић
- Максимилијан (Писмо глава, С. Селенић), режија Нађа Јањетовић
- Срђа Злопоглеђа (Бела кафа, А. Поповић), режија – Нађа Јањетовић
- Лале (Долазе молери, З. Ђорђевић), режија - Александар Ђорђевић
- Љутимир (Пуч, М. Илић), режија - Градимир Мирковић
- Себастијан (Бура, В. Шекспир), режија - Југ Радивојевић
- Влајко (Бонтонирани Ћифта, Ј. Ристић Бечкеречанин), режија - Дејан Крстовић
- Анђелко ћора (Чудо у Шаргану, Љ. Симовић), режија - Љубомир Милошевић
- Бора Шнајдер (Развојни пут Боре Шнајдера, А. Поповић), режија - Петар Лазић
- Поручник Тасић (Свети Георгије убива аждаху, Д. Ковачевић), режија - Љубомир Милошевић
- Ватрогасни капетан (Ћелава певачица, Е. Јонеско), режија – Никита Миливојевић
- Лигурио (Мандрагола, Н. Макијавели), режија - Никита Миливојевић
- Розенкранц (Розенкранц и Гилденстерн су мртви, Т. Стопард), режија - Никита Миливојевић
- Младић (Туђа жена и муж под креветом, Ф. Достојевски), режија Цисана Муруцидзе
- Конобар (Луда ноћ у хотелу Југославија, Р. Куни), режија - Александар Ђорђевић
- Влах Алија (Бановић Страхиња, Б. М. Михиз), режија – Александар Ђорђевић
- Хепи (Смрт трговачког путника, А. Милер), режија - Александар Ђорђевић
- Милун (Путујуће позориште Шопаловић, Симовић), режија – Александар Лукач
- Цибра (Тетовиране душе, Ф. Достојевски), режија Радослав Миленковић
- Ајдукани (Племенити господин Пурсоњак, Молијер), режија - Немања Петроње
- Господин Петипон (Дама из Максима, Ж. Фејдо), режија - Љубомир Муци Драшкић
- Васа Вучуровић (Мрешћење шарана, А. Поповић), режија - Кокан Младеновић
- Стипан Буздек (Буздован, К. Грубишић), режија - Кокан Младеновић
- Стеван Савски Кесер (Сабирни центар, Д. Ковачевић), режија - Кокан Младеновић
- Брик (Мачка на усијаном лименом крову, Т. Вилијамс), режија - Александар Ђорђевић
- Војвода Ђуро (Дуго путовање у Јевропу, С. Копривица), режија - Кокан Младеновић
- Гркљан (Коштана, Б. Станковић), режија - Југ Радивојевић
- Гојко Мрњавчевић (Зидање Скадра, З. Симовић), режија - Владимир Лазић
- Лаврентије (Ратко и Јулијана, Ж. Хубач), режија - Југ Радивојевић
- Дуле (Све о оним стварима и шире са женскама, И. Томашевић), режија - Иван Томашевић

## Улоге
| Год.       | Назив                                  | Улога                                    |
| ---------- | -------------------------------------- | ---------------------------------------- |
| 1990.-те   |                                        |                                          |
| 1991.      | Мала шала (ТВ)                         | Милош Шпаравало                          |
| 1992.      | Тесна кожа: Новогодишњи специјал (ТВ)  | Милицајац                                |
| 1995.      | Крај династије Обреновић (серија)      | Ноћни чувар у Народном музеју            |
| 1994−1996. | Срећни људи (серија)                   | Озренов ортак Зијо/Наркоман у коцкарници |
| 1996.      | Срећни људи: Новогодишњи специјал (ТВ) | Рецепционер                              |
| 2000.-те   |                                        |                                          |
| 1998−2001. | Породично благо (серија)               | Бошко Дивљак „Бубамара“                  |
| 2002.      | Зона Замфирова                         | Гмитрач                                  |
| 2004.      | Стижу долари                           |                                          |
| 2008.      | Село гори, а баба се чешља (ТВ серија) | Бизнисмен                                |
| 2010.-те   |                                        |                                          |
| 2017.      | Војна академија (ТВ серија)            | Професор математике на академији         |
| 2020.-те   |                                        |                                          |
| 2021.      | Коридор 92                             | мајор                                    |
| 2021.      | Бележница професора Мишковића          | Партизански командир                     |